# Armental (Vilasantar)
Armental (llamada oficialmente San Martiño de Armental) es una parroquia española del municipio de Vilasantar, en la provincia de La Coruña, Galicia.

## Otra denominación
La parroquia también se denomina San Martín de Armental.

## Entidades de población
Entidades de población que forman parte de la parroquia:
- Castro (O Castro)
- Eirixe
- Fonte (A Fonte)
- Laxe (A Laxe)
- Libioi
- Pazo (O Pazo)
- Porto (O Porto)
- Sesmonde
- Toural (O Toural)
- Zanfoga
- O Campo

## Despoblado
- Granxeo (O Granxeo)

## Demografía
| Gráfica de evolución demográfica de Armental entre 2000 y 2019 |
|                                                                |
| Datos según el nomenclátor publicado por el INE.               |